# Pietro I della Scala
Pietro I della Scala (Verona o Bergamo, 1200 circa – Verona, 12 settembre 1295) è stato un vescovo cattolico italiano.

## Biografia
Era figlio naturale di Mastino I della Scala, signore di Verona. Monaco benedettino nell'abbazia di San Zeno di Verona e abate dal 1282. Fu autore di alcuni commenti su San Giovanni e San Matteo. Scrisse un'opera, In reliquia bibliorun postillas, andata perduta e che alcuni attribuiscono al suo omonimo, il vescovo Pietro della Scala, figlio di Mastino II della Scala.